# مفتاح أبو زيد
مفتاح بوزيد (26 يناير 1964 - 27 مايو 2014) كاتب صحفي وناشط سياسي ليبي ورئيس تحرير جريدة برنيق وهي من أهم الصحف الصادرة في بنغازي.
حظي بوزيد باحترام واسع وسط سكان مدينة بنغازي، بفضل مواقفه «الثابتة والجريئة» ضد الجماعات الإسلامية المتطرفة التي انتشرت في ليبيا.

## سيرة
ولد مفتاح عوض بوزيد في 26 يناير 1964 في مدينة بنغازي الليبية حيث نشأ وتخرج من جامعتها وبالتحديد قسم العلوم السياسية في كلية الاقتصاد.
ترأس إدارة قسم الحوادث في جريدة قورينا سابقاً وفي 2011 عمل في جريدة برنيق التي أصبح ثالث رئيس تحرير لها.

## اغتياله
في الأشهر الأخيرة قبل اغتياله عُرف عنه ظهوره بشكل مكثف في وسائل الإعلام الليبية والعربية منتقداً بجرأة الجماعات الإسلامية في البلاد وكذلك المؤتمر الوطني العام.
كما تم مصادرة العدد الأخير من صحيفة برنيق قبل وفاته حيث كانت في طريق الشحن إلى طرابلس براً بسبب اغلاق مطار بنينا حيث تم مصادرتها من قبل درع ليبيا وفي بوابة تابعة لمدينة مصراتة (غرب ليبيا) بحجة (أنها تدعم ما وصفوه بالانقلاب) والمقصود بها عملية الكرامة العسكرية التي أعلن عنها اللواء المتقاعد خليفة حفتر.
في صباح الإثنين 27 مايو 2014 وبينما كان يهم يركن سيارته أمام إحدى المكتبات في شارع جمال عبد الناصر في وسط بنغازي تم اغتياله بثلاث رصاصات من قبل شخصين يستقلان سيارة حيث ترجل مطلق الرصاص منها، لتستقر الرصاصات في رأسه وبطنه ويده وليهرب الجناة. وكان بو زيد قد ظهر في أحد البرامج الحوارية التلفزيونية قبل يوم من وفاته وانتقد المجموعات الإسلامية المتطرفة في بلاده.
وبالرغم من أن أي جهة لم تعلن رسمياً مسؤوليتها عن الجريمة إلا أن الاتهامات تطال ثواراً سابقين وخاصة الإسلاميين منهم في جرائم قتل مماثلة طالت قضاة وصحفيين وعسكريين وناشطين مدنيين.

## ردود أفعال
تسببت جريمة اغتياله في ردود أفعال غاضبة داخلية وخارجية حيث أدانها الكتاب والصحفيون والمنظمات الليبية كما أدانتها مراسلون بلا حدود وبعثة الأمم المتحدة في ليبيا والتي دعت السلطات الليبية للتحقيق الفوري في هذا العمل الإرهابي والقبض على الجناة وتقديمهم للعدالة.